# Saison 1968-1969 de la LHOu
Saison précédente Saison suivante
La saison 1968-1969 est la 3e saison de hockey sur glace de la Ligue de hockey de l'Ouest du Canada, maintenant connu sous le nom de Ligue de hockey de l'Ouest. Les Bombers de Flin Flon remporte la Coupe du Président en battant en finale les Oil Kings d'Edmonton. Puis, les Bombers remportèrent le championnat national en défaisant par forfait les Barons de St. Thomas deux parties à une.

## Saison régulière
En raison des mauvaises relations que la ligue entretiennent envers l'Association de hockey amateur du Canada, trois équipes quitte la ligue avant le début de la saison régulière; les Canucks de Moose Jaw, les Pats de Regina et les Red Wings de Weyburn rejoignent alors la Ligue de hockey junior de la Saskatchewan.
La perte de ses trois équipes réduit ainsi le nombre d'équipes actives dans la LHOC à huit et pousse alors la ligue à créer deux divisions, Est et Ouest, qui comprendront chacune quatre équipes. Afin de faire mousser quelque peu sa notoriété, les dirigeants du circuit acceptent également de prendre part à une série nationale où l'équipe championne des séries éliminatoires affrontera celle de la Ligue de hockey junior A de l'Ontario qui est une ligue de calibre équivalente à la LHOC.
Cet affrontement s’avérera cependant être un échec alors que l'équipe représentant l'Ontario, les Barons de St. Thomas, se voit contraint de déclarer forfait à la quatrième rencontre de la série. Les Bombers de Flin Flon y seront donc déclarés champion, eux qui menaient la série deux parties à une. 

### Classement
| Division Est           | PJ | V  | D  | N | Pts | BP  | BC  |
| ---------------------- | -- | -- | -- | - | --- | --- | --- |
| Bombers de Flin Flon   | 60 | 47 | 13 | 0 | 94  | 343 | 159 |
| Bruins d'Estevan       | 60 | 40 | 20 | 0 | 80  | 294 | 195 |
| Jets de Winnipeg       | 60 | 29 | 31 | 0 | 58  | 290 | 268 |
| Wheat Kings de Brandon | 60 | 18 | 40 | 2 | 38  | 224 | 350 |

| Division Ouest           | PJ | V  | D  | N | Pts | BP  | BC  |
| ------------------------ | -- | -- | -- | - | --- | --- | --- |
| Oil Kings d'Edmonton     | 60 | 33 | 25 | 2 | 68  | 229 | 206 |
| Centennials de Calgary   | 60 | 31 | 28 | 1 | 63  | 253 | 236 |
| Blades de Saskatoon      | 60 | 24 | 35 | 1 | 49  | 195 | 271 |
| Broncos de Swift Current | 60 | 14 | 44 | 2 | 30  | 186 | 329 |

### Meilleurs pointeurs
| Joueur          | Équipe    | PJ | B  | A  | Pts | Pun |
| --------------- | --------- | -- | -- | -- | --- | --- |
| Bobby Clarke    | Flin Flon | 58 | 51 | 86 | 137 | 123 |
| Greg Polis      | Estevan   | 60 | 40 | 85 | 125 | 94  |
| Tom Serviss     | Calgary   | 60 | 24 | 79 | 103 | 60  |
| Bob Liddington  | Calgary   | 60 | 58 | 33 | 91  | 26  |
| Ernie Moser     | Estevan   | 56 | 46 | 40 | 86  | 41  |
| Brian Marchinko | Flin Flon | 60 | 41 | 45 | 86  | 96  |
| Gregg Sheppard  | Estevan   | 54 | 42 | 42 | 84  | 33  |
| Doug Smith      | Winnipeg  | 47 | 31 | 52 | 83  | 130 |
| Jim Nichols     | Saskatoon | 60 | 37 | 35 | 72  | 16  |
| Steve Andrascik | Flin Flon | 50 | 32 | 36 | 68  | 142 |

## Séries éliminatoires
|  | Quarts de finale         | Quarts de finale       |                      |   | Demi-finales | Demi-finales |  |  | Finale | Finale |
|  | Quarts de finale         | Quarts de finale       |                      |   | Demi-finales | Demi-finales |  |  | Finale | Finale |
|  |                          |                        |                      |   |              |              |  |  |        |        |
|  |                          |                        |                      |   |              |              |  |  |        |        |
|  |                          |                        |                      |   |              |              |  |  |        |        |
|  | Bombers de Flin Flon     | 4                      |                      |   |              |              |  |  |        |        |
|  | Bombers de Flin Flon     | 4                      |                      |   |              |              |  |  |        |        |
|  | Jets de Winnipeg         | 2                      |                      |   |              |              |  |  |        |        |
|  | Jets de Winnipeg         | 2                      | Bombers de Flin Flon | 4 |              |              |  |  |        |        |
|  |                          |                        | Bombers de Flin Flon | 4 |              |              |  |  |        |        |
|  |                          | Bruins d'Estevan       | 0                    |   |              |              |  |  |        |        |
|  | Bruins d'Estevan         | Bruins d'Estevan       | 0                    | 4 |              |              |  |  |        |        |
|  | Bruins d'Estevan         |                        |                      | 4 |              |              |  |  |        |        |
|  | Wheat Kings de Brandon   | 1                      |                      |   |              |              |  |  |        |        |
|  | Wheat Kings de Brandon   | 1                      | Bombers de Flin Flon | 4 |              |              |  |  |        |        |
|  |                          |                        | Bombers de Flin Flon | 4 |              |              |  |  |        |        |
|  |                          | Oil Kings d'Edmonton   | 2                    |   |              |              |  |  |        |        |
|  | Oil Kings d'Edmonton     | Oil Kings d'Edmonton   | 2                    | 4 |              |              |  |  |        |        |
|  | Oil Kings d'Edmonton     |                        |                      | 4 |              |              |  |  |        |        |
|  | Blades de Saskatoon      | 0                      |                      |   |              |              |  |  |        |        |
|  | Blades de Saskatoon      | 0                      | Oil Kings d'Edmonton | 4 |              |              |  |  |        |        |
|  |                          |                        | Oil Kings d'Edmonton | 4 |              |              |  |  |        |        |
|  |                          | Centennials de Calgary | 2                    |   |              |              |  |  |        |        |
|  | Centennials de Calgary   | Centennials de Calgary | 2                    | 4 |              |              |  |  |        |        |
|  | Centennials de Calgary   |                        |                      | 4 |              |              |  |  |        |        |
|  | Broncos de Swift Current | 0                      |                      |   |              |              |  |  |        |        |
|  | Broncos de Swift Current | 0                      |                      |   |              |              |  |  |        |        |

## Honneurs et trophées
- Champion de la saison régulière : Bombers de Flin Flon.
- Trophée du Joueur le plus utile (MVP), remis au meilleur joueur : Bobby Clarke, Bombers de Flin Flon.
- Meilleur pointeur : Bobby Clarke, Bombers de Flin Flon.
- Trophée du meilleur esprit sportif : Bob Liddington, Centennials de Calgary.
- Meilleur défenseur : Dale Hoganson, Bruins d'Estevan.
- Recrue de l'année : Ron Williams, Oil Kings d'Edmonton.
- Meilleur gardien : Ray Martyniuk, Bombers de Flin Flon.